# Fred Hibbard
Fred Hibbard, nato con il nome Fred Fischbach (Bucarest, 1º gennaio 1894 – Los Angeles, 6 gennaio 1925), è stato un regista, sceneggiatore, attore e produttore cinematografico rumeno naturalizzato statunitense che lavorò negli USA all'epoca del cinema muto.
Usò talvolta anche il nome di Fred C. Fishback.

## Biografia
Fred Hibbard nacque nel 1894 in Romania, a Bucarest. Emigrato negli Stati Uniti, iniziò a lavorare nel cinema recitando per la Keystone, passando presto dietro alla macchina da presa come regista.
Nel 1919, si sposò con l'attrice Ethel Lynne: il loro matrimonio durò fino al 6 gennaio 1925, alla morte di Hibbard che morì a soli 31 anni per un cancro ai polmoni.

## Filmografia

### Regista
- A Movie Star – cortometraggio (1916)
- His Auto Ruination – cortometraggio (1916)
- By Stork Delivery – cortometraggio (1916)
- His Bitter Pill – cortometraggio (1916)
- Ambrose's Cup of Woe – cortometraggio (1916)
- Madcap Ambrose – cortometraggio (1916)
- Vampire Ambrose – cortometraggio (1916)
- Ambrose's Rapid Rise – cortometraggio (1916)
- Safety First Ambrose – cortometraggio (1916)
- Here Come the Girls – cortometraggio (1918)
- A Jungle Gentleman (1919)
- Fire Bugs (1921)
- The Dog Doctor (1921)
- A Bunch of Kisses (1921)
- Playmates (1921)
- Society Dogs (1921)
- The Whizbang (1921)
- Alfalfa Love (1921)
- Killing Time – cortometraggio (1924)

### Attore
- The Home Breakers, regia di Walter Wright – cortometraggio (1915)